# Championnat de Géorgie féminin de football
Le championnat de Géorgie de football féminin est une compétition de football féminin opposant les meilleurs clubs de Géorgie. 
La compétition créée en 1990 a été quelquefois qualificative pour la Ligue des champions féminine de l'UEFA (les champions 2007, 2008 et 2010 ont participé à la compétition européenne).

## Palmarès
| Saison    | Champion                      |
| --------- | ----------------------------- |
| 1990      | Medical School No. 3 Tbilissi |
| 1997      | FC Avaza Tbilissi             |
| 2006-2007 | FC Dinamo Tbilissi            |
| 2007-2008 | FC Iveria Khashuri            |
| 2008-2009 | FC Norchi Dinamoeli           |
| 2009-2010 | FC Baia Zougdidi              |
| 2014      | Iberia Star                   |
| 2016      | KSK Martve                    |
| 2017      | KSK Martve                    |
| 2018      | Tbilissi Nike                 |
| 2019      | WFC Lantchkhouti              |
| 2020      | Tbilissi Nike                 |
| 2021      | WFC Lantchkhouti              |
| 2022      | FC Samegrelo Chkorotsku       |
| 2023      | WFC Lantchkhouti              |
| 2024      | WFC Lantchkhouti              |